# Unidad Habitacional Antonio Osorio de León
Unidad Habitacional Antonio Osorio de León är en ort i Mexiko.   Den ligger i kommunen Atitalaquia och delstaten Hidalgo, i den sydöstra delen av landet, 70 km norr om huvudstaden Mexico City. Unidad Habitacional Antonio Osorio de León ligger 2 132 meter över havet och antalet invånare är 2 119.
Terrängen runt Unidad Habitacional Antonio Osorio de León är platt åt nordväst, men åt sydost är den kuperad. Runt Unidad Habitacional Antonio Osorio de León är det ganska tätbefolkat, med 207 invånare per kvadratkilometer. Närmaste större samhälle är Tlaxcoapan, 5,9 km norr om Unidad Habitacional Antonio Osorio de León. Trakten runt Unidad Habitacional Antonio Osorio de León består i huvudsak av gräsmarker.